# Гаролд Баркер (веслувальник)
Гаролд Баркер (англ. Harold Barker, 12 квітня 1886 — 29 серпня 1937) — британський академічний веслувальник.
Срібний призер Олімпійських Ігор 1908 року в складі розпашної четвірки без стернового.